# ألف تايلور
ألف تايلور (29 ديسمبر 1891 في المملكة المتحدة - ) (بالإنجليزية: Alf Taylor)‏ هو لاعب كريكت بريطاني. لعب مع نادي مقاطعة ساسكس للكريكت ‏.

## وصلات خارجية
- ألف تايلور على موقع إي آس بي آن كريك إنفو (الإنجليزية)